# Pseudochirulus canescens
Pseudochirulus canescens är en pungdjursart som först beskrevs av Waterhouse 1846. Pseudochirulus canescens ingår i släktet Pseudochirulus och familjen ringsvanspungråttor. IUCN kategoriserar arten globalt som livskraftig.
Pungdjuret förekommer på Nya Guinea och vistas där i låglandet och på upp till 1300 meter höga bergstrakter. Habitatet utgörs av tropisk regnskog. Honor parar sig troligen hela året och har upp till tre ungar per kull.

## Underarter
Arten delas in i följande underarter:
- P. c. avarus
- P. c. bernsteini
- P. c. canescens
- P. c. dammermani
- P. c. gyrator